# Eleições legislativas portuguesas de 1983 no distrito de Santarém
| Eleições legislativas portuguesas de 1983 Distritos: Aveiro \| Beja \| Braga \| Bragança \| Castelo Branco \| Coimbra \| Évora \| Faro \| Guarda \| Leiria \| Lisboa \| Portalegre \| Porto \| Santarém \| Setúbal \| Viana do Castelo \| Vila Real \| Viseu \| Açores \| Madeira \| Estrangeiro |

## Resultados por Concelho
Os resultados nos concelhos do Distrito de Santarém foram os seguintes:

### Abrantes
| Partido                 | Partido                     | Votos  | %               | +/-   |
| ----------------------- | --------------------------- | ------ | --------------- | ----- |
|                         | Partido Socialista          | 12 928 | 45,05 / 100,00  | 10,07 |
|                         | Aliança Povo Unido          | 5 665  | 19,74 / 100,00  | 0,87  |
|                         | Partido Social Democrata    | 5 367  | 18,70 / 100,00  | -     |
|                         | Centro Democrático e Social | 2 238  | 7,80 / 100,00   | -     |
|                         | União Democrática Popular   | 476    | 1,66 / 100,00   | 0,46  |
|                         | Outros                      | 1 010  | 3,52 / 100,00   |       |
| Votos Inválidos         | Votos Inválidos             | 1 013  | 3,53 / 100,00   | 0,61  |
| Total                   | Total                       | 28 697 | 100,00 / 100,00 |       |
| Eleitorado/Participação | Eleitorado/Participação     | 37 501 | 76,52 / 100,00  | 6,90  |

### Alcanena
| Partido                 | Partido                     | Votos  | %               | +/-  |
| ----------------------- | --------------------------- | ------ | --------------- | ---- |
|                         | Partido Socialista          | 3 420  | 38,71 / 100,00  | 7,40 |
|                         | Partido Social Democrata    | 2 280  | 25,80 / 100,00  | -    |
|                         | Aliança Povo Unido          | 1 427  | 16,15 / 100,00  | 0,25 |
|                         | Centro Democrático e Social | 1 199  | 13,57 / 100,00  | -    |
|                         | Outros                      | 284    | 3,23 / 100,00   |      |
| Votos Inválidos         | Votos Inválidos             | 226    | 2,56 / 100,00   | 0,48 |
| Total                   | Total                       | 8 836  | 100,00 / 100,00 |      |
| Eleitorado/Participação | Eleitorado/Participação     | 10 856 | 81,39 / 100,00  | 6,01 |

### Almeirim
| Partido                 | Partido                     | Votos  | %               | +/-  |
| ----------------------- | --------------------------- | ------ | --------------- | ---- |
|                         | Partido Socialista          | 5 912  | 45,58 / 100,00  | 7,35 |
|                         | Aliança Povo Unido          | 3 319  | 25,59 / 100,00  | 0,08 |
|                         | Partido Social Democrata    | 2 289  | 17,65 / 100,00  | -    |
|                         | Centro Democrático e Social | 765    | 5,90 / 100,00   | -    |
|                         | Outros                      | 359    | 2,78 / 100,00   |      |
| Votos Inválidos         | Votos Inválidos             | 327    | 2,52 / 100,00   | 0,76 |
| Total                   | Total                       | 12 971 | 100,00 / 100,00 |      |
| Eleitorado/Participação | Eleitorado/Participação     | 15 856 | 81,80 / 100,00  | 6,14 |

### Alpiarça
| Partido                 | Partido                     | Votos | %               | +/-  |
| ----------------------- | --------------------------- | ----- | --------------- | ---- |
|                         | Aliança Povo Unido          | 3 213 | 59,57 / 100,00  | 1,65 |
|                         | Partido Socialista          | 1 170 | 21,69 / 100,00  | 8,36 |
|                         | Partido Social Democrata    | 470   | 8,71 / 100,00   | -    |
|                         | Centro Democrático e Social | 160   | 2,97 / 100,00   | -    |
|                         | União Democrática Popular   | 89    | 1,65 / 100,00   | 0,15 |
|                         | Outros                      | 129   | 2,40 / 100,00   |      |
| Votos Inválidos         | Votos Inválidos             | 163   | 3,03 / 100,00   | 0,88 |
| Total                   | Total                       | 5 394 | 100,00 / 100,00 |      |
| Eleitorado/Participação | Eleitorado/Participação     | 6 454 | 83,58 / 100,00  | 4,48 |

### Benavente
| Partido                 | Partido                     | Votos  | %               | +/-  |
| ----------------------- | --------------------------- | ------ | --------------- | ---- |
|                         | Aliança Povo Unido          | 4 354  | 44,87 / 100,00  | 2,04 |
|                         | Partido Socialista          | 2 896  | 29,85 / 100,00  | 5,55 |
|                         | Partido Social Democrata    | 1 262  | 13,01 / 100,00  | -    |
|                         | Centro Democrático e Social | 530    | 5,46 / 100,00   | -    |
|                         | União Democrática Popular   | 125    | 1,29 / 100,00   | 0,61 |
|                         | PCTP/MRPP                   | 99     | 1,02 / 100,00   | 0,15 |
|                         | Outros                      | 188    | 1,93 / 100,00   |      |
| Votos Inválidos         | Votos Inválidos             | 249    | 2,57 / 100,00   | 0,57 |
| Total                   | Total                       | 9 703  | 100,00 / 100,00 |      |
| Eleitorado/Participação | Eleitorado/Participação     | 12 162 | 79,78 / 100,00  | 5,73 |

### Cartaxo
| Partido                 | Partido                     | Votos  | %               | +/-  |
| ----------------------- | --------------------------- | ------ | --------------- | ---- |
|                         | Partido Socialista          | 6 734  | 50,70 / 100,00  | 7,03 |
|                         | Aliança Povo Unido          | 3 045  | 22,93 / 100,00  | 1,33 |
|                         | Partido Social Democrata    | 1 952  | 14,70 / 100,00  | -    |
|                         | Centro Democrático e Social | 614    | 4,62 / 100,00   | -    |
|                         | União Democrática Popular   | 168    | 1,26 / 100,00   | 0,17 |
|                         | Outros                      | 349    | 2,64 / 100,00   |      |
| Votos Inválidos         | Votos Inválidos             | 419    | 3,16 / 100,00   | 0,23 |
| Total                   | Total                       | 13 281 | 100,00 / 100,00 |      |
| Eleitorado/Participação | Eleitorado/Participação     | 16 604 | 79,99 / 100,00  | 5,81 |

### Chamusca
| Partido                 | Partido                     | Votos  | %               | +/-  |
| ----------------------- | --------------------------- | ------ | --------------- | ---- |
|                         | Partido Socialista          | 3 119  | 38,36 / 100,00  | 3,64 |
|                         | Aliança Povo Unido          | 2 961  | 36,42 / 100,00  | 4,22 |
|                         | Partido Social Democrata    | 1 005  | 12,36 / 100,00  | -    |
|                         | Centro Democrático e Social | 453    | 5,57 / 100,00   | -    |
|                         | Outros                      | 321    | 3,95 / 100,00   |      |
| Votos Inválidos         | Votos Inválidos             | 271    | 3,34 / 100,00   | 0,84 |
| Total                   | Total                       | 8 130  | 100,00 / 100,00 |      |
| Eleitorado/Participação | Eleitorado/Participação     | 10 467 | 77,67 / 100,00  | 6,99 |

### Constância
| Partido                 | Partido                     | Votos | %               | +/-  |
| ----------------------- | --------------------------- | ----- | --------------- | ---- |
|                         | Partido Socialista          | 1 212 | 52,44 / 100,00  | 5,63 |
|                         | Aliança Povo Unido          | 434   | 18,78 / 100,00  | 4,81 |
|                         | Partido Social Democrata    | 322   | 13,93 / 100,00  | -    |
|                         | Centro Democrático e Social | 150   | 6,49 / 100,00   | -    |
|                         | União Democrática Popular   | 25    | 1,08 / 100,00   | 0,24 |
|                         | Outros                      | 88    | 3,82 / 100,00   |      |
| Votos Inválidos         | Votos Inválidos             | 80    | 3,46 / 100,00   | 0,50 |
| Total                   | Total                       | 2 311 | 100,00 / 100,00 |      |
| Eleitorado/Participação | Eleitorado/Participação     | 3 014 | 76,68 / 100,00  | 6,32 |

### Coruche
| Partido                 | Partido                     | Votos  | %               | +/-  |
| ----------------------- | --------------------------- | ------ | --------------- | ---- |
|                         | Aliança Povo Unido          | 7 450  | 46,48 / 100,00  | 1,08 |
|                         | Partido Socialista          | 3 966  | 24,74 / 100,00  | 5,80 |
|                         | Partido Social Democrata    | 2 648  | 16,52 / 100,00  | -    |
|                         | Centro Democrático e Social | 903    | 5,63 / 100,00   | -    |
|                         | Outros                      | 630    | 3,94 / 100,00   |      |
| Votos Inválidos         | Votos Inválidos             | 433    | 2,71 / 100,00   | 0,76 |
| Total                   | Total                       | 16 030 | 100,00 / 100,00 |      |
| Eleitorado/Participação | Eleitorado/Participação     | 20 503 | 78,18 / 100,00  | 7,89 |

### Entroncamento
| Partido                 | Partido                     | Votos | %               | +/-  |
| ----------------------- | --------------------------- | ----- | --------------- | ---- |
|                         | Partido Socialista          | 3 573 | 47,77 / 100,00  | 6,44 |
|                         | Partido Social Democrata    | 1 545 | 20,66 / 100,00  | -    |
|                         | Aliança Povo Unido          | 1 434 | 19,17 / 100,00  | 1,68 |
|                         | Centro Democrático e Social | 488   | 6,52 / 100,00   | -    |
|                         | União Democrática Popular   | 131   | 1,75 / 100,00   | 0,09 |
|                         | Outros                      | 135   | 1,81 / 100,00   |      |
| Votos Inválidos         | Votos Inválidos             | 173   | 2,31 / 100,00   | 1,01 |
| Total                   | Total                       | 7 479 | 100,00 / 100,00 |      |
| Eleitorado/Participação | Eleitorado/Participação     | 9 010 | 83,01 / 100,00  | 4,89 |

### Ferreira do Zêzere
| Partido                 | Partido                      | Votos | %               | +/-   |
| ----------------------- | ---------------------------- | ----- | --------------- | ----- |
|                         | Partido Social Democrata     | 2 972 | 45,16 / 100,00  | -     |
|                         | Partido Socialista           | 1 718 | 26,11 / 100,00  | 10,32 |
|                         | Centro Democrático e Social  | 1 080 | 16,41 / 100,00  | -     |
|                         | Aliança Povo Unido           | 220   | 3,34 / 100,00   | 0,02  |
|                         | Partido da Democracia Cristã | 82    | 1,25 / 100,00   | 0,49  |
|                         | Outros                       | 227   | 3,44 / 100,00   |       |
| Votos Inválidos         | Votos Inválidos              | 282   | 4,29 / 100,00   | 0,95  |
| Total                   | Total                        | 6 581 | 100,00 / 100,00 |       |
| Eleitorado/Participação | Eleitorado/Participação      | 8 989 | 73,21 / 100,00  | 8,14  |

### Golegã
| Partido                 | Partido                     | Votos | %               | +/-  |
| ----------------------- | --------------------------- | ----- | --------------- | ---- |
|                         | Aliança Povo Unido          | 1 338 | 36,17 / 100,00  | 2,22 |
|                         | Partido Socialista          | 1 262 | 34,12 / 100,00  | 4,67 |
|                         | Partido Social Democrata    | 561   | 15,17 / 100,00  | -    |
|                         | Centro Democrático e Social | 261   | 7,06 / 100,00   | -    |
|                         | PCTP/MRPP                   | 46    | 1,24 / 100,00   | 0,04 |
|                         | Outros                      | 96    | 2,59 / 100,00   |      |
| Votos Inválidos         | Votos Inválidos             | 135   | 3,65 / 100,00   | 1,48 |
| Total                   | Total                       | 3 699 | 100,00 / 100,00 |      |
| Eleitorado/Participação | Eleitorado/Participação     | 4 477 | 82,62 / 100,00  | 5,18 |

### Mação
| Partido                 | Partido                     | Votos  | %               | +/-  |
| ----------------------- | --------------------------- | ------ | --------------- | ---- |
|                         | Partido Social Democrata    | 3 463  | 44,94 / 100,00  | -    |
|                         | Partido Socialista          | 2 412  | 31,30 / 100,00  | 6,72 |
|                         | Centro Democrático e Social | 710    | 9,21 / 100,00   | -    |
|                         | Aliança Povo Unido          | 501    | 6,50 / 100,00   | 0,71 |
|                         | Outros                      | 321    | 4,16 / 100,00   |      |
| Votos Inválidos         | Votos Inválidos             | 298    | 3,87 / 100,00   | 0,39 |
| Total                   | Total                       | 7 705  | 100,00 / 100,00 |      |
| Eleitorado/Participação | Eleitorado/Participação     | 10 070 | 76,51 / 100,00  | 7,38 |

### Ourém
| Partido                 | Partido                      | Votos  | %               | +/-  |
| ----------------------- | ---------------------------- | ------ | --------------- | ---- |
|                         | Partido Social Democrata     | 10 768 | 46,82 / 100,00  | -    |
|                         | Centro Democrático e Social  | 6 200  | 26,96 / 100,00  | -    |
|                         | Partido Socialista           | 4 278  | 18,60 / 100,00  | 6,88 |
|                         | Aliança Povo Unido           | 457    | 1,99 / 100,00   | 0,12 |
|                         | Partido da Democracia Cristã | 243    | 1,06 / 100,00   | 0,53 |
|                         | Outros                       | 405    | 1,76 / 100,00   |      |
| Votos Inválidos         | Votos Inválidos              | 649    | 2,82 / 100,00   | 0,40 |
| Total                   | Total                        | 23 000 | 100,00 / 100,00 |      |
| Eleitorado/Participação | Eleitorado/Participação      | 30 130 | 76,34 / 100,00  | 7,59 |

### Rio Maior
| Partido                 | Partido                     | Votos  | %               | +/-   |
| ----------------------- | --------------------------- | ------ | --------------- | ----- |
|                         | Partido Socialista          | 4 979  | 41,92 / 100,00  | 16,16 |
|                         | Partido Social Democrata    | 4 180  | 35,19 / 100,00  | -     |
|                         | Centro Democrático e Social | 1 579  | 13,29 / 100,00  | -     |
|                         | Aliança Povo Unido          | 523    | 4,40 / 100,00   | 0,74  |
|                         | Outros                      | 342    | 2,88 / 100,00   |       |
| Votos Inválidos         | Votos Inválidos             | 274    | 2,30 / 100,00   | 0,26  |
| Total                   | Total                       | 11 877 | 100,00 / 100,00 |       |
| Eleitorado/Participação | Eleitorado/Participação     | 15 218 | 78,05 / 100,00  | 6,66  |

### Salvaterra de Magos
| Partido                 | Partido                     | Votos  | %               | +/-  |
| ----------------------- | --------------------------- | ------ | --------------- | ---- |
|                         | Partido Socialista          | 4 741  | 46,91 / 100,00  | 8,44 |
|                         | Aliança Povo Unido          | 2 984  | 29,52 / 100,00  | 0,12 |
|                         | Partido Social Democrata    | 1 322  | 13,08 / 100,00  | -    |
|                         | Centro Democrático e Social | 323    | 3,20 / 100,00   | -    |
|                         | Outros                      | 397    | 3,94 / 100,00   |      |
| Votos Inválidos         | Votos Inválidos             | 340    | 3,36 / 100,00   | 0,76 |
| Total                   | Total                       | 10 107 | 100,00 / 100,00 |      |
| Eleitorado/Participação | Eleitorado/Participação     | 14 019 | 72,10 / 100,00  | 9,73 |

### Santarém
| Partido                 | Partido                     | Votos  | %               | +/-  |
| ----------------------- | --------------------------- | ------ | --------------- | ---- |
|                         | Partido Socialista          | 17 546 | 44,07 / 100,00  | 7,41 |
|                         | Partido Social Democrata    | 9 430  | 23,68 / 100,00  | -    |
|                         | Aliança Povo Unido          | 7 028  | 17,65 / 100,00  | 0,85 |
|                         | Centro Democrático e Social | 3 253  | 8,17 / 100,00   | -    |
|                         | Outros                      | 1 426  | 3,59 / 100,00   |      |
| Votos Inválidos         | Votos Inválidos             | 1 134  | 2,85 / 100,00   | 0,73 |
| Total                   | Total                       | 39 817 | 100,00 / 100,00 |      |
| Eleitorado/Participação | Eleitorado/Participação     | 49 684 | 80,14 / 100,00  | 6,35 |

### Sardoal
| Partido                 | Partido                      | Votos | %               | +/-   |
| ----------------------- | ---------------------------- | ----- | --------------- | ----- |
|                         | Partido Socialista           | 1 367 | 45,36 / 100,00  | 11,45 |
|                         | Centro Democrático e Social  | 570   | 18,91 / 100,00  | -     |
|                         | Partido Social Democrata     | 547   | 18,15 / 100,00  | -     |
|                         | Aliança Povo Unido           | 235   | 7,80 / 100,00   | 0,05  |
|                         | Partido da Democracia Cristã | 37    | 1,23 / 100,00   | 0,60  |
|                         | Outros                       | 113   | 3,74 / 100,00   |       |
| Votos Inválidos         | Votos Inválidos              | 145   | 4,81 / 100,00   | 0,42  |
| Total                   | Total                        | 3 014 | 100,00 / 100,00 |       |
| Eleitorado/Participação | Eleitorado/Participação      | 3 858 | 78,12 / 100,00  | 8,11  |

### Tomar
| Partido                 | Partido                     | Votos  | %               | +/-  |
| ----------------------- | --------------------------- | ------ | --------------- | ---- |
|                         | Partido Socialista          | 10 484 | 38,54 / 100,00  | 8,29 |
|                         | Partido Social Democrata    | 8 215  | 30,20 / 100,00  | -    |
|                         | Centro Democrático e Social | 3 817  | 14,03 / 100,00  | -    |
|                         | Aliança Povo Unido          | 2 488  | 9,15 / 100,00   | 1,24 |
|                         | Outros                      | 1 099  | 4,03 / 100,00   |      |
| Votos Inválidos         | Votos Inválidos             | 1 098  | 4,04 / 100,00   | 1,23 |
| Total                   | Total                       | 27 201 | 100,00 / 100,00 |      |
| Eleitorado/Participação | Eleitorado/Participação     | 35 321 | 77,01 / 100,00  | 7,30 |

### Torres Novas
| Partido                 | Partido                     | Votos  | %               | +/-  |
| ----------------------- | --------------------------- | ------ | --------------- | ---- |
|                         | Partido Socialista          | 8 495  | 38,20 / 100,00  | 6,88 |
|                         | Partido Social Democrata    | 5 737  | 25,80 / 100,00  | -    |
|                         | Aliança Povo Unido          | 4 480  | 20,14 / 100,00  | 1,88 |
|                         | Centro Democrático e Social | 1 806  | 8,12 / 100,00   | -    |
|                         | União Democrática Popular   | 315    | 1,42 / 100,00   | 0,20 |
|                         | Outros                      | 655    | 2,95 / 100,00   |      |
| Votos Inválidos         | Votos Inválidos             | 752    | 3,38 / 100,00   | 0,45 |
| Total                   | Total                       | 22 240 | 100,00 / 100,00 |      |
| Eleitorado/Participação | Eleitorado/Participação     | 28 667 | 77,58 / 100,00  | 6,06 |

### Vila Nova da Barquinha
| Partido                 | Partido                     | Votos | %               | +/-   |
| ----------------------- | --------------------------- | ----- | --------------- | ----- |
|                         | Partido Socialista          | 2 377 | 49,41 / 100,00  | 10,59 |
|                         | Aliança Povo Unido          | 879   | 18,27 / 100,00  | 3,70  |
|                         | Partido Social Democrata    | 847   | 17,61 / 100,00  | -     |
|                         | Centro Democrático e Social | 345   | 7,17 / 100,00   | -     |
|                         | União Democrática Popular   | 76    | 1,58 / 100,00   | 0,20  |
|                         | Outros                      | 149   | 3,10 / 100,00   |       |
| Votos Inválidos         | Votos Inválidos             | 138   | 2,86 / 100,00   | 0,14  |
| Total                   | Total                       | 4 811 | 100,00 / 100,00 |       |
| Eleitorado/Participação | Eleitorado/Participação     | 5 918 | 81,29 / 100,00  | 5,66  |